# 第四次英荷戰爭
第四次英荷战争（荷蘭語：Vierde Engels-Nederlandse Oorlog；1780–1784）是英荷百年争霸战的最后一场战争。对战双方为大不列颠王国和荷兰共和国。英方大胜，从此荷兰再无力挑战英国的海上军事和贸易霸权。荷兰帝国随之瓦解。